# Kikut

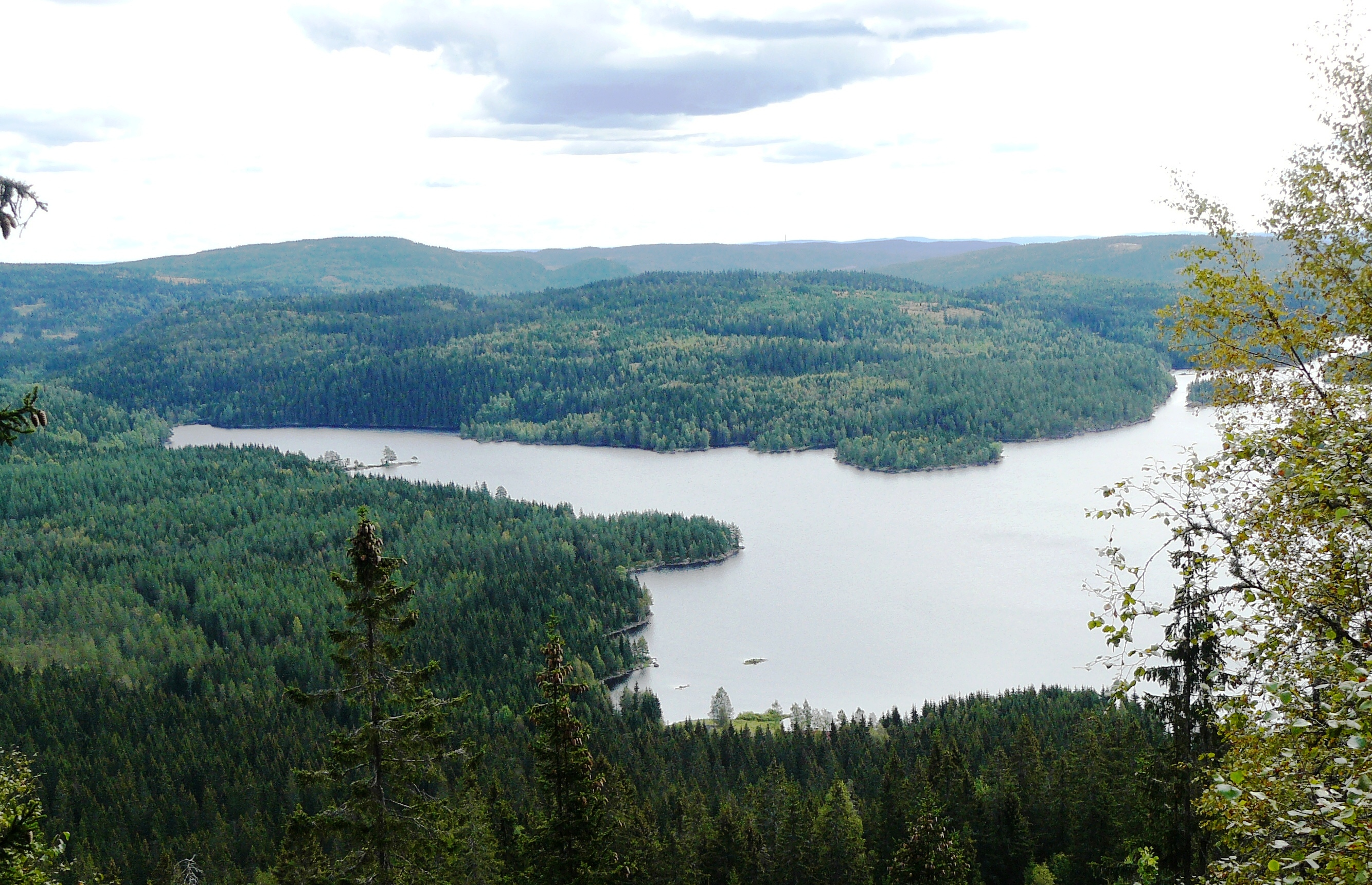
Bjørnsjøen sedd från Kikut

Kikut är en ås i Oslo kommun, Norge. Högsta punkt är Kikuttoppen (612 m ö.h.). Kikut ligger mitt i Nordmarka. På sydsidan av Kikut, vid Bjørnsjøen, ligger Kikutstua (350 m ö.h.).